# Otto Döbereiner
Otto Döbereiner (* 15. Februar 1890 in Wunsiedel; † 26. Oktober 1969 in Nürnberg) war ein bayerischer Musikpädagoge.
Otto Döbereiner war Träger der Bürgermedaille der Stadt Nürnberg. Neben seiner Tätigkeit als Musiklehrer am Dürer-Gymnasium Nürnberg leitete er mit seiner Frau Käthe Döbereiner, geborene Meyer, ab 1921 den Nürnberger Madrigalchor.
Er ist der Bruder von Christian Döbereiner.
Sein Enkel Hans-Günther Döbereiner ist Professor für Biophysik an der Universität Bremen.